# زندان الرشید (کتاب)
زندان الرشید خاطرات علی‌اصغر گرجی‌زاده رئیس ستاد سپاه ششم نیروی زمینی سپاه پاسداران از تیرماه ۱۳۶۷ تا شهریورماه ۱۳۶۹ و آزادی وی از اسارت در عراق است. کتاب توسط محمدمهدی بهداروند گردآوری شده‌است. این کتاب شش بار بازنویسی شده‌است و دو سال گردآوری آن به طول انجامید و در اسفند ۱۳۹۲ منتشر شده‌است.

## موضوع
علی‌اصغر گرجی‌زاده به همراه علی هاشمی (فرمانده سپاه ششم نیروی زمینی سپاه) در چهارم تیرماه ۱۳۶۷ به دنبال تهاجم سراسری عراق به جزیره مجنون و پس از اطمینان از تخلیه جزیره، به هنگام ترک مقر فرماندهی سپاه ششم نیروی زمینی، هدف موشک‌های هلی‌کوپترهای عراقی قرار می‌گیرد. وی پس از ۳۰ ساعت مخفی شدن، به اسارت عراقی‌ها درمی‌آید.
گرجی‌زاده چهارماه هویت خود را از عراقی‌ها پنهان می‌کند. بعد از لو رفتن وی، گرجی‌زاده مورد بدترین شکنجه‌ها قرار می‌گیرد و در حالی که به صورت مخفی در عراق نگهداری می‌شد به زندان الرشید منتقل می‌شود.
گرجی‌زاده در بخش‌هایی از این کتاب به تشریح شرایط جنگ در ماه‌های پایانی و استفاده گسترده عراق از بمب‌های شیمیایی می‌پردازد. گرجی‌زاده به دلیل اسارت پنهانی در عراق و محرومیت از حقوق اسیران جنگی، مدت‌ها در زندان الرشید نگهداری شده‌است. در خاطرات وی به اسارت دو تن از خبرنگاران صدا و سیمای کرمانشاه که در حال همراهی یک هیئت رسمی از سازمان ملل متحد بودند، اشاره شده‌است. به گفته گرجی‌زاده در ماه‌های بعد از آتش‌بس میان ایران و عراق این دو خبرنگار به درخواست بعثی‌ها و در همراهی با هیئت مذکور وارد خاک عراق می‌شوند و در ادامه به اتهام ورود غیرقانونی به این کشور و به عنوان اسیر جنگی به زندان الرشید منتقل می‌شوند.

## جوایز
این کتاب در هفتمین دوره جایزه ادبی جلال آل‌احمد به عنوان اثر برگزیده در بخش مستندنگاری انتخاب شد.

## انتشار کتاب گویا
کتاب گویای «زندان الرشید» توسط بخش سوره مهر الکترونیک حوزه هنری انقلاب اسلامی منتشر شده‌است.